# Zwachtel

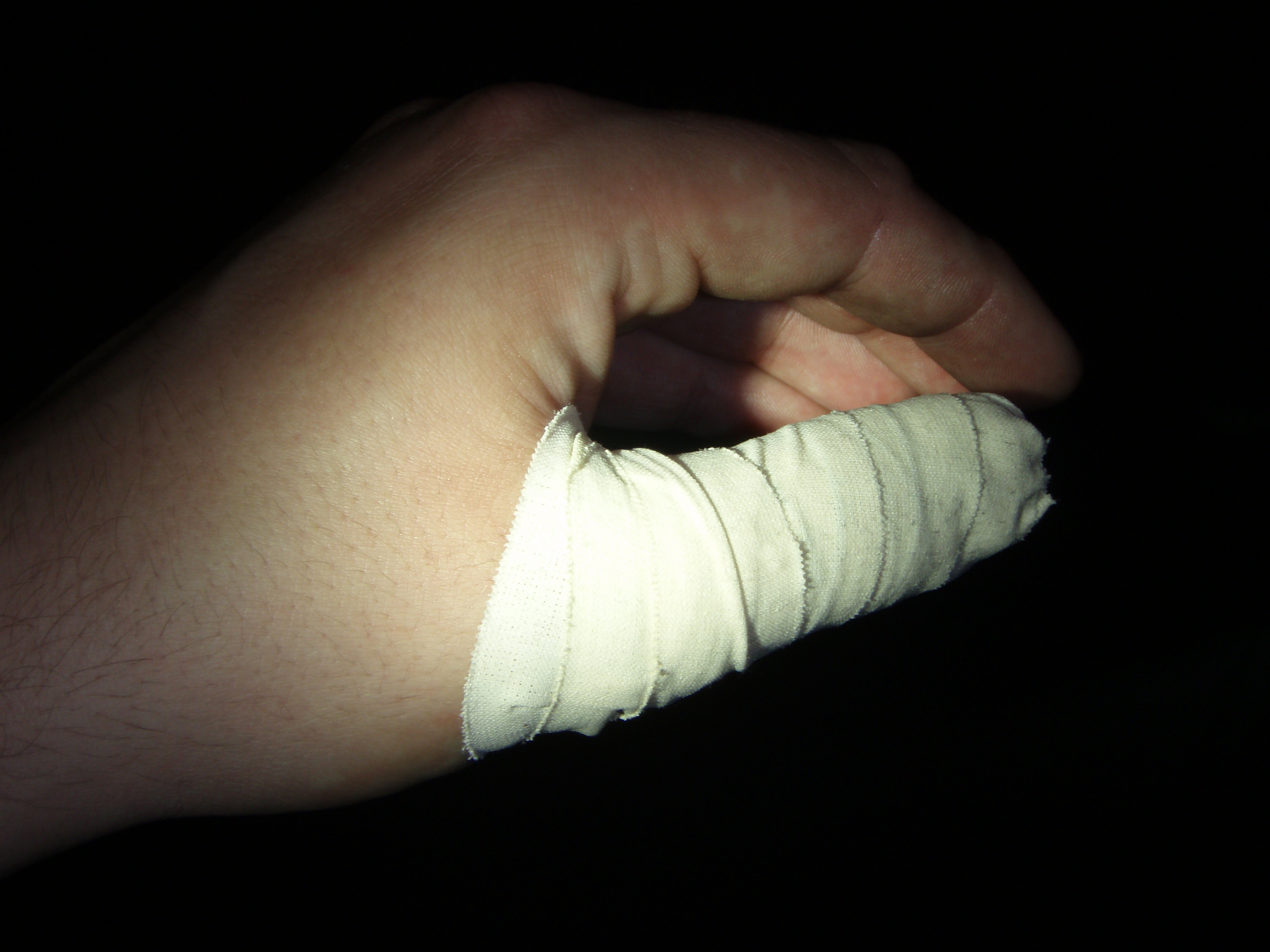
Zwachtel in gebruik bij een gekneusde duim

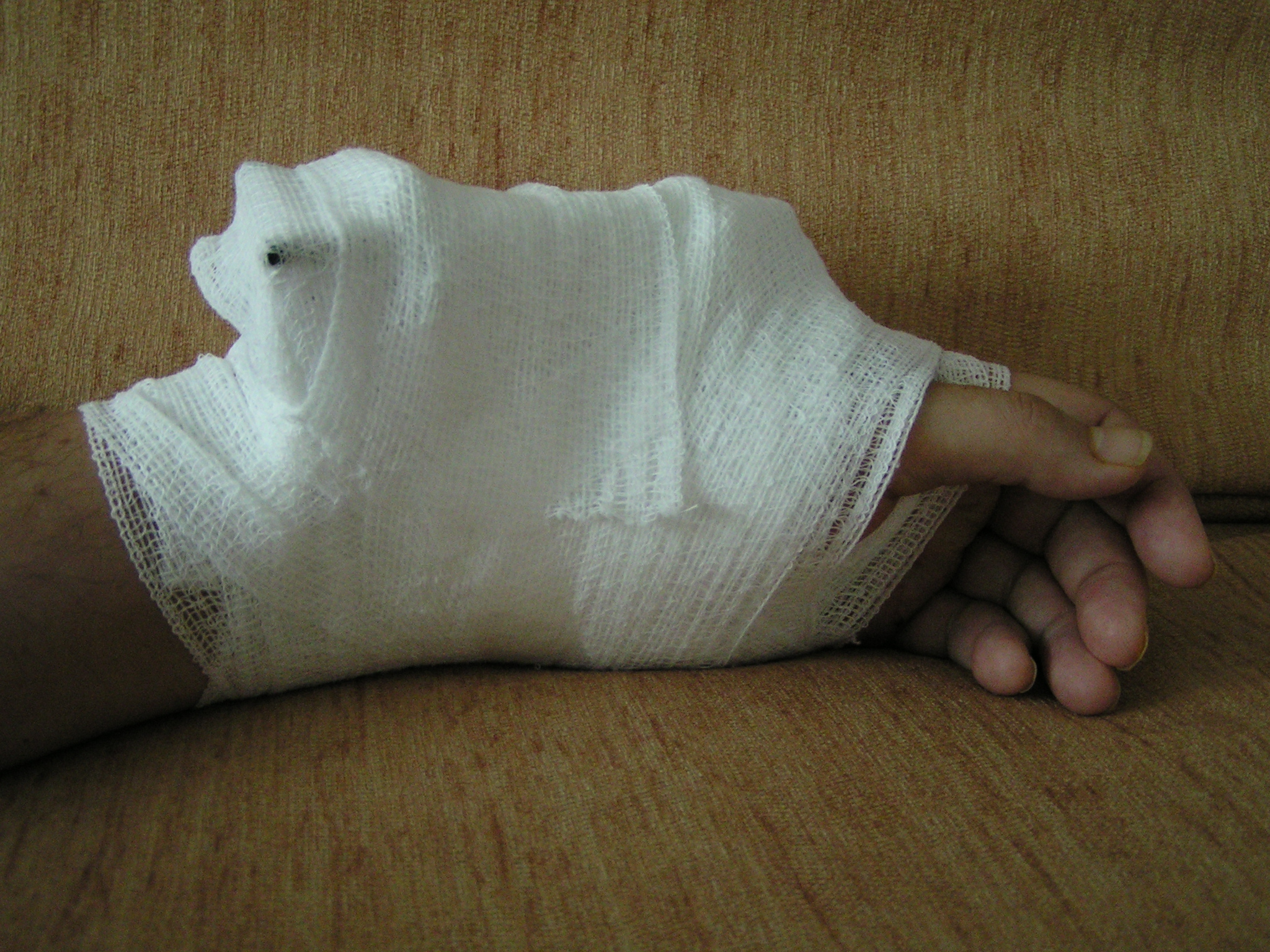
Zwachtel in gebruik bij een gebroken pols

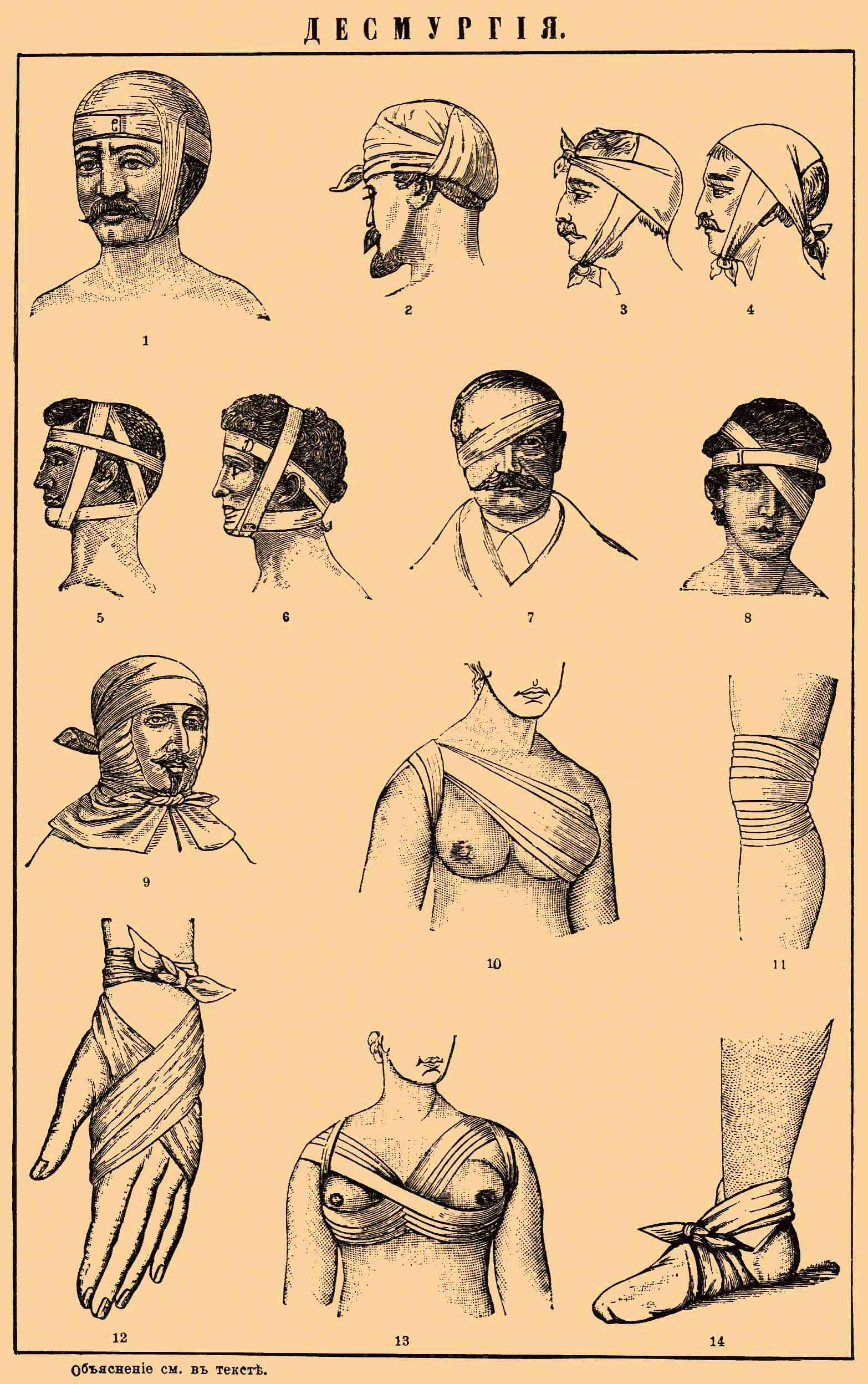
Verschillende zwachteltechnieken, getoond in een oude Russische encyclopedie

Een zwachtel (of windsel) is een lange smalle strook textiel  die om een lichaamsdeel gewikkeld kan worden.
Zwachtels worden gebruikt als verbandmiddel, veelal na gebruik van gaas op de wond, maar ook bij aanleggen van een compressieverband.  